# Alceu
Alceu est un footballeur brésilien né le 7 mai 1984. Il évolue au poste de milieu défensif.

## Palmarès
- Champion de J-League 2 en 2010 avec le Kashiwa Reysol